# Günter Lamprecht
Günter Hans Lamprecht (Berlijn, 21 januari 1930 – Bonn, 4 oktober 2022) was een Duits acteur.

## Levensloop
Günter Lamprecht werd geboren als zoon van een taxichauffeur en een schoonmaakster. Zijn vader was alcoholist en mishandelde zijn moeder. Na een onvoltooide opleiding tot dakdekker werd hij orthopedisch technicien en werkte ook als bokser, waarbij hij samen met de beroemde Bubi Scholz trainde. In 1953 begon hij een opleiding tot acteur aan het Max Reinhardt Seminar en twee jaar later maakte hij zijn debuut in het Berlijnse Schillertheater. Günter Lamprecht speelde daarna in toneelstukken vaak een rol als “de gewone man”, zoals Kowalski in Endstation Sehnsucht en John in Die Ratten van Gerhard Hauptmann.
Zijn eerste televisierollen waren vooral bewerkingen van toneelstukken, zoals in 1968 naast Willy en Lucy Millowitsch in Schwank Der Meisterboxer. In 1973 speelde hij in de ZDF-serie Kara Ben Nemsi Effendi, in 1975 had hij de hoofdrol in de televisieserie Stellenweise Glatteis. In de film Ruckfalle van Peter Beauvais uit 1977, speelde hij de rol van een alcoholist en ontving daarvoor een Goldene Kamera. Voor zijn rol in de film Das Brot des Bäckers werkte hij drie weken lang in een bakkerij om zich in zijn rol in te leven.
In 1979 gaf Rainer Werner Fassbinder hem een hoofdrol in de speelfilm Die Ehe der Maria Braun en vervolgens in de televisieserie Berlin Alexanderplatz, een bewerking van het boek van Alfred Döblin.
Deze laatste rol, als Franz Biberkopf, betekende zijn grote doorbraak als acteur. Ook in Nederland had deze serie, uitgezonden door de VPRO, veel succes.
Günter Lamprecht werd in Duitsland vooral populair door zijn rol van de Berlijnse Tatort-commissaris Franz Markowitz. Hierna volgden vele rollen in films en televisieseries, zoals Die große Flatter (1979), Das Boot (1981) en Comedian Harmonists (1997).
In 1999 raakten Günter Lamprecht en zijn partner Claudia Amm zwaargewond, nadat ze na een optreden in Bad Reichenhall door de 16-jarige Martin Peyerl waren beschoten. Bij de schietpartij werden vier andere mensen gedood (drie passanten en zijn zuster), waarna de dader zelfmoord pleegde en het dodental op vijf kwam.
Zijn ervaringen tijdens Hitlers Derde Rijk schreef hij op in het boek Und wehmütig bin ich immer noch. Eine Jugend in Berlin. In 2007 verscheen het tweede deel van deze autobiografie: Ein höllisches Ding, das Leben. De titel is een citaat uit Berlin Alexanderplatz.
In het kiesdistrict waar hij woonde zette hij zich in voor goede doelen en voor de milieubeweging. Sinds 1994 was hij beschermheer van het kunstenaarsproject ARTCORE in Solingen. Hij was politiek actief en steunde de SPD.
Günter Lamprecht overleed in oktober 2022 op 92-jarige leeftijd in stadsdeel Bad Godesberg van zijn woonplaats Bonn.

## Filmografie (selectie)
- 1957: Besuch im Ruhrgebiet
- 1960: Brücke des Schicksals
- 1964: Hafenpolizei – Quarantäne
- 1966: Melissa (Durbridge-meerluik)
- 1967: Das Kriminalmuseum – Das Amulett (televisieserie)
- 1968: Der Meisterboxer (opname vanuit het Millowitsch-Theater)
- 1969: Der Vetter Basilio (televisie-tweeluik)
- 1970: Tatort – Taxi nach Leipzig
- 1971: Hamburg Transit – Der Tod im Koffer (televisieserie)
- 1972: Privatdetektiv Frank Kross – Der Offenbarungseid (televisieserie)
- 1972: Van der Valk und das Mädchen
- 1973: Tatort – Kressin und die zwei Damen aus Jade
- 1973: Welt am Draht
- 1973: Hamburg Transit – Vorstrafen: eine
- 1974: Martha
- 1975: Das Messer im Rücken
- 1975: Tatort – Kurzschluß
- 1975: Stellenweise Glatteis
- 1976: Der Stumme
- 1976: Das Brot des Bäckers
- 1976: Die Ilse ist weg
- 1976: Weder Tag noch Stunde
- 1976: Gesucht wird... – Paul Leppla (televisieserie)
- 1976: Inspektion Lauenstadt – Bauer Schlegel (televisieserie)
- 1977: Rückfälle
- 1977: Tatort – Flieder für Jaczek
- 1977: Es muß nicht immer Kaviar sein (televisieserie)
- 1978: Die Ehe der Maria Braun
- 1979: Die Schattengrenze
- 1979: Die große Flatter
- 1979: Das gefrorene Herz
- 1979: Tödlicher Ausgang
- 1980: Fabian
- 1980: Berlin Alexanderplatz
- 1981: Das Boot
- 1981: Tatort – Schattenboxen
- 1981: Das Traumschiff – Barbados
- 1982: Tatort – Das Mädchen auf der Treppe
- 1982: Flüchtige Bekanntschaften
- 1982: Die Komplizen
- 1982: Milo Barus, der stärkste Mann der Welt
- 1982: Der Besuch der alten Dame (Zwitserse televisie DRS)
- 1983: Is was, Kanzler?
- 1983: Liebe ist kein Argument
- 1984: Ein Mann namens Parvus
- 1984: Blutiger Schnee (Wedle wyroków twoich...)
- 1984: Der Alte – Brennweite 1000 (televisieserie)
- 1984: Super
- 1985: Liebfrauen (ZDF)
- 1986: Rote Küsse (Rouge Baiser)
- 1986: Roncalli (6-delige televisieserie)
- 1986: Der Alte – Gigolo ist tot
- 1987: Gegen die Regel
- 1987: Christian Rother – Bankier für Preußen (7-delige televisieserie)
- 1989: Dort oben im Wald bei diesen Leuten
- 1989: Die Männer vom K3 – Augen zu und durch
- 1990: Der Tod zu Basel
- 1990: Ron und Tanja (6-delige televisieserie)
- 1991: Tatort: Tödliche Vergangenheit
- 1991: Tatort: Tini
- 1991: Tatort: Blutwurstwalzer
- 1992: Herzsprung
- 1993: Tatort: Berlin – beste Lage
- 1993: Tatort: Tod einer alten Frau
- 1993: Engel ohne Flügel
- 1994: Angst
- 1994: Tatort: Die Sache Baryschna
- 1994: Tatort: Geschlossene Akten
- 1995: Tatort: Endstation
- 1997: Comedian Harmonists
- 1997: Berlin – Moskau
- 1998: Ein fast perfektes Alibi (ook: Glatteis)
- 1999: Mein Freund Balou
- 1999: Tatort – Drei Affen
- 2002: Epsteins Nacht
- 2005: Josef und Maria
- 2007: Der Fährmeister
- 2013: Sein Kampf
- 2013: Wir
- 2016: Tatort – Taxi nach Leipzig
- 2017: Babylon Berlin (televisieserie, aflevering 2x6)
- 2021: Meeresleuchten (televisiefilm)

## Hoorspelen
- Peter Feraru: Wir sind doch keine Räuberbande. Mit Günter Lamprecht, Angelica Domröse. Regie: Holger Rink. Produktie: SFB 1990.
- Gunter Preuß: Segelohr. Regie: Annette Kurth, WDR, 1995.
- Jeremiah Healy: Lukey läßt grüßen. Regie: Annette Kurth, WDR, 1998.
- Ken Follett: Die Säulen der Erde (Sir Hamleigh). Regie: Leonhard Koppelmann. Hoorspel in 9 delen, Westdeutscher Rundfunk Köln 1999.
- William Shakespeare: Hamlets Rache. Misdaadhoorspel voor kinderen. Bewerking: Jürgen Nola; Hamlet: Fritz Fenne, Claudius: Günter Lamprecht, Polonius: Peter Striebeck, geest: Will Quadflieg, spreker: Hans Kemmer, Gertrud: Claudia Amm, e.a. Deutsche Grammophon Production / Universal Music 2003 ISBN 3-8291-1297-1.
- Jocelyne Saucier: Ein Leben mehr. Deutschlandfunk Kultur, 2017.

## Onderscheidingen
- 1976: Ernst-Lubitsch-prijs voor Das Brot des Bäckers
- 1978: Goldene Kamera voor de televisiefilm Rückfalle
- 1981: Schauspieler des Jahres, uitgeroepen door het theatermagazine Theater heute
- 1982: Deutscher Darstellerpreis "Chaplin-Schuh"
- 1983: USA-Kritikerpreis
- 1994: Goldener Gong voor scenario en uitvoering in Tatort – Geschlossene Akten
- 1995: Verdienstorden van het land Berlin
- 2000: Goldene Kamera voor Kommissar Markowitz in Tatort
- 2001: Verdienstorden van het land Nordrhein-Westfalen
- 2006: Bundesverdienstkreuz (I. Klasse)
- 2007: Ehrenpreis van de Hessische Ministerpresident voor bijzondere prestaties in de film- en tv-sector
- 2007: Herbert-Strate-prijs
- 2010: Großer Kulturpreis van de Sparkassen-Kulturstiftung Rheinland voor zijn levenswerk
- 2018: Ehrendarstellerpreis van het Eat My Shorts – Hagener Kurzfilmfestival